# رأس السنة الصينية

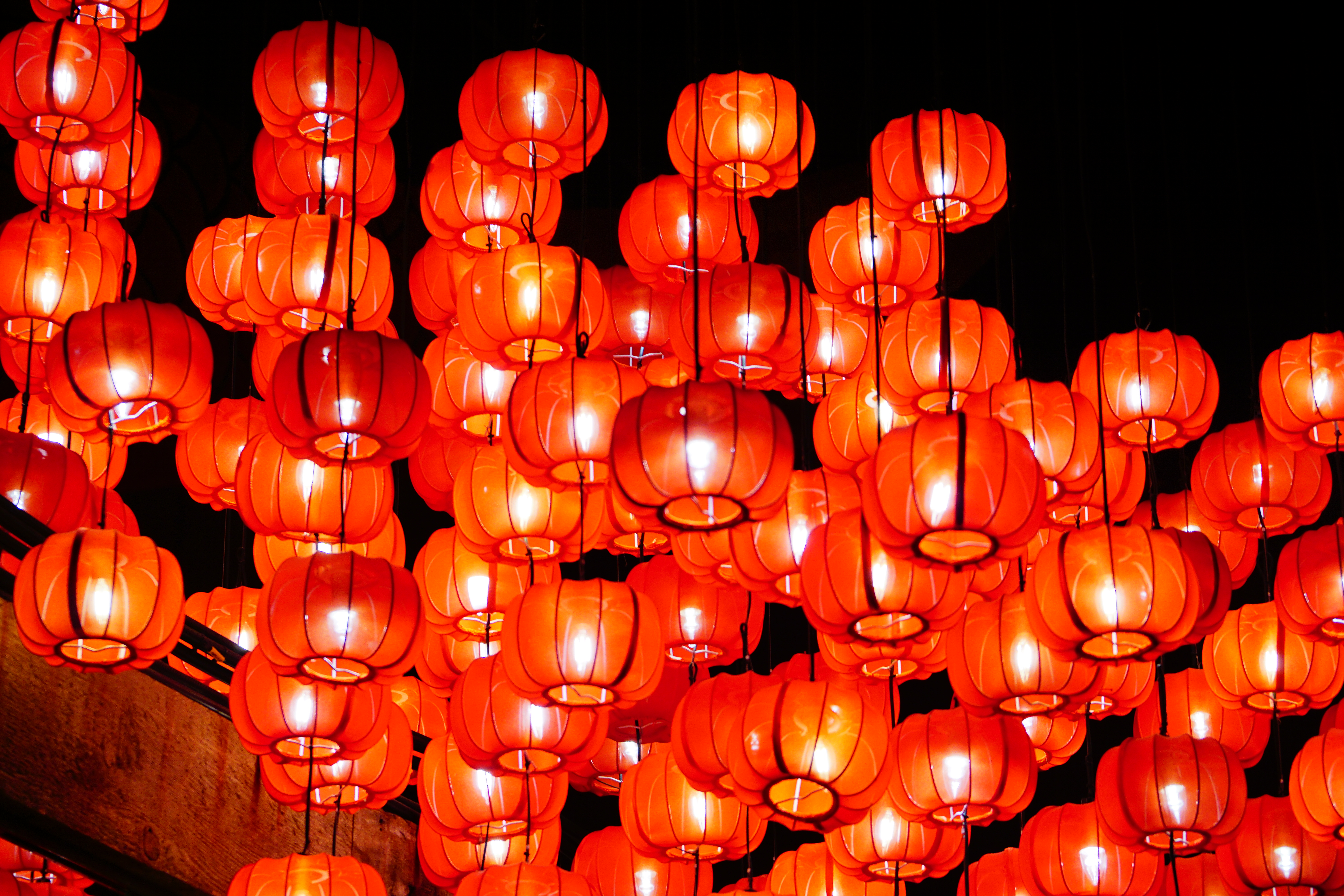
احتفالات رأس السنة الصينية في سنغافورة و إطلاق الفوانيس

رأس السنة الصينية أو عيد الربيع (بالصينية المبسطة: 春节، بالصينية التقليدية: 春節)، وتعرف أيضاً باسم السنة القمرية الجديدة (بالصينية المبسطة: 农历新年، بالصينية التقليدية: 農曆新年) هو أهم الاحتفالات الصينية. يبدأ الاحتفال مع بداية أول شهر قمري في السنة الصينية، وينتهي في اليوم الخامس عشر من ذلك الشهر. يسمى أول يوم باسم «عيد الفانوس» (بالصينية المبسطة: 元宵节، بالصينية التقليدية: 元宵節). أما ليلة العيد فتعرف باسم «تشوشي» (بالصينية: 除夕). يحتفل العيد في العديد من المناطق حول العالم حيث تتواجد الجاليات الصينية. ويختلف موعدها من سنة إلى أخرى، لكنه يقع دائماً بين أواخر يناير/كانون الثاني ومنتصف فبراير/شباط؛ فهذه السنة هي عام 4719، الذي يوافق 12 فبراير/شباط 2021 ويسمى ب «عام الثور» إذ يتم تسمية كل عام على اسم واحد من 12 حيوان مختلف من الأبراج الصينية، وهي الفأر، الثور، والنمر، والأرنب، والتنين، والأفعى، والحصان، والخروف، والقرد، والديك، والكلب، والخنزير. وترجع تسمية الأعوام الصينية بأسماء حيوانات، إلى أن الأبراج الصينية تنقسم إلى 12 برجاً تمثل 12 حيواناً، وتشكل دورة من 12 عاماً. وتحتفي أيضاً بهذه المناسبة كلّ من سنغافورة واندونيسيا وماليزيا وتايلند وكمبوديا والفلبين وكذلك المجتمعات التي تنتشر فيها الجالية الصينية في كافة بقاع العالم وليس آخراً في الطرف الغربي من لندن (تشايناتاون) وهو يضمّ أكبر تجمّع للمحتفلين خارج القارة الآسيوية. الصينيون في الوقت الحاضر قد اعتادوا الاحتفال مرتين بعيد رأس السنة الجديدة في كل عام، لماذا؟ لأن في الصين الحالية يشيع التقويم الشمسي والتقويم القمري معا، والتقويم القمري يتأخر عن التقويم الشمسي أكثر من شهر.

## النشأة والتسمية
نشأت السنة القمرية الجديدة من تضحية الناس للآلهة والأجداد في نهاية عام قديم وبداية عام جديد، وهي مناسبة للتدبر في كيف تصرف المرء في العام المنصرم وماذا كانت اعتقاداتهم طوال ذلك العام، ويمثل هذا العيد الرغبة في حياة جديدة. فيما يرجع هذه التسمية إلى قصة أسطورية تتحدث عن دعوة الإمبراطور السماوي الحيوانات إلى توديعه، فلم يأت إلا 12 حيواناً جميعها حيوانات حقيقية ما عدا حيوان أسطوري واحد هو التنين.سباق الأمبراطور جايد حدّد الأبراج الصينية تقول الأساطير الصينية أنّ الأمبراطور جايد هو الذي ابتكر الأبراج بعد أن دعا الحيوانات إلى اجتياز النهر إلى الضفة الأخرى والذهاب إلى قصره في عيد ميلاده لمناقشة التقويم ووعد بأنّ أوّل 12 حيواناً يصل سيحظى بمكانٍ دائم على قائمة الأبراج السنوية.قالب:صندوق معلومات راس السنة اتّفق الهرّ والفأر على الذهاب معاً على ظهر ثورٍ أخرق. فما كان من الفأر أن دفع بالهرّ ليقع في المياه ووثب عن ظهر الثور وفاز في السباق العظيم. لهذا السبب لم يظهر الهرّ في نهاية السباق وبدأت العداوة الدائمة بين الهررة والقوارض منذ ذلك الحين. وصل الثور ثانياً وحلّ بعده النمر والأرنب الذي وصل متنقلاً على لوحٍ خشبيّ سار عليه بمساعدة التنين الذي نفخ على اللوح ليتمكّن الأرنب من بلوغ الضفة الأخرى، وبهذا حلّ التنين في المرتبة الخامسة بسبب شهامته. وأذهلت الأفعى الحصان بعد أن كانت مختبئة في حافره فاقتنصت المرتبة السادسة منه ومن بعدهما الخروف والقرد والديك الذين وصلوا بالتجديف كمجموعة. وحلّ الكلب في المرتبة ما قبل الأخيرة على الرغم من كونه الأمهر في السباحة ولكنّه أمضى وقتاً طويلاً  في الاستحمام في الماء العذب. وكان الخنزير آخر الواصلين بسبب كسله الطبيعي إذ توقّف للأكل والنوم. وليست السنوات سواسية، فحسب الأساطير القديمة تضطلع كل سنة بدور مهم في تحديد مستقبل المواليد في ذلك العام، فينعكس اسم السنة على شخصية المولود، ومن كان حظه عاثرا بسنة ذات فأل سيئ فليس أمامه سوى التحصن باللون الأحمر طوال العام، فاللون الأحمر -وفق الأساطير- يخيف الوحوش والأرواح الشريرة.

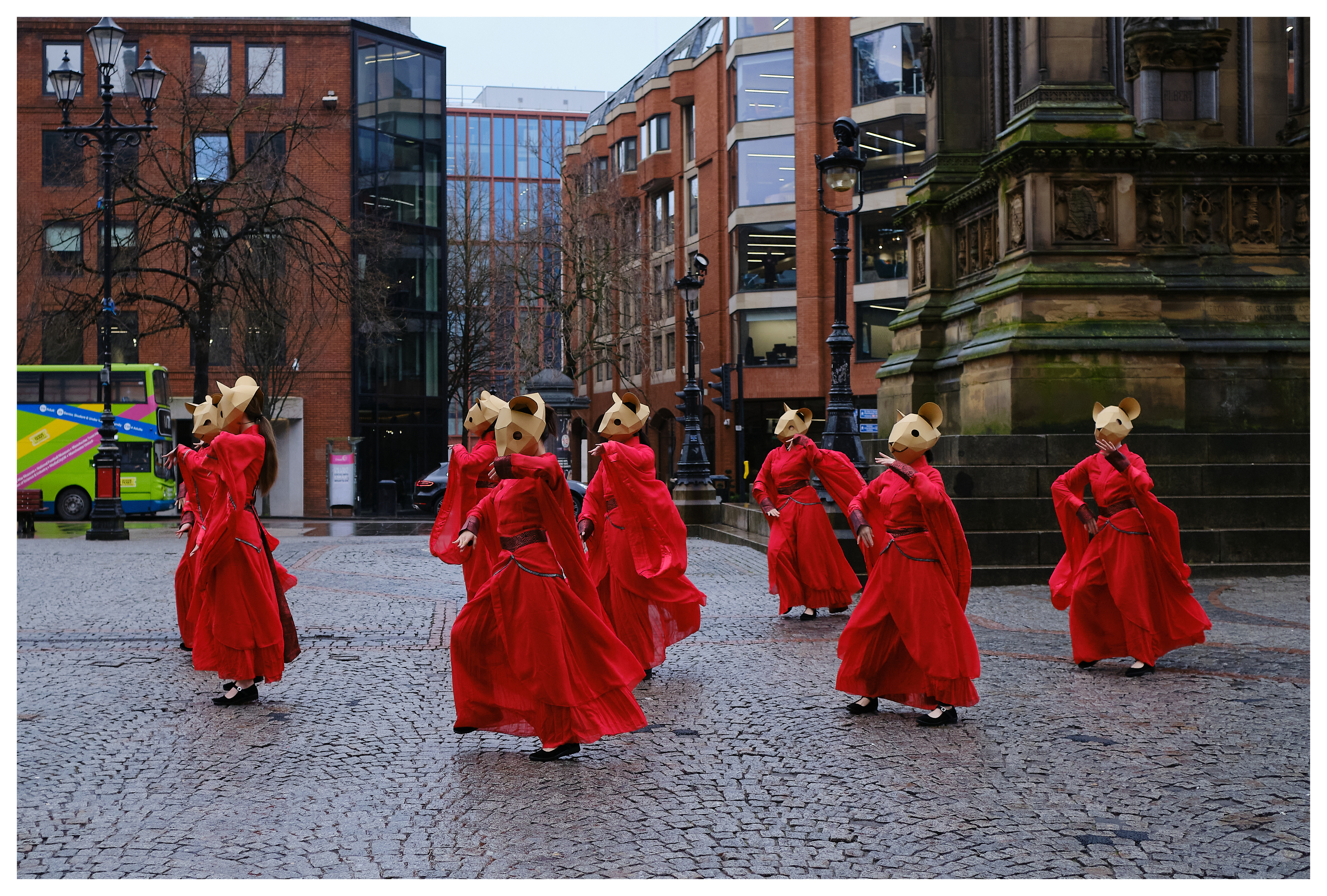
رأس السنة الصينية في مانشستر، المملكة المتحدة

## التاريخ

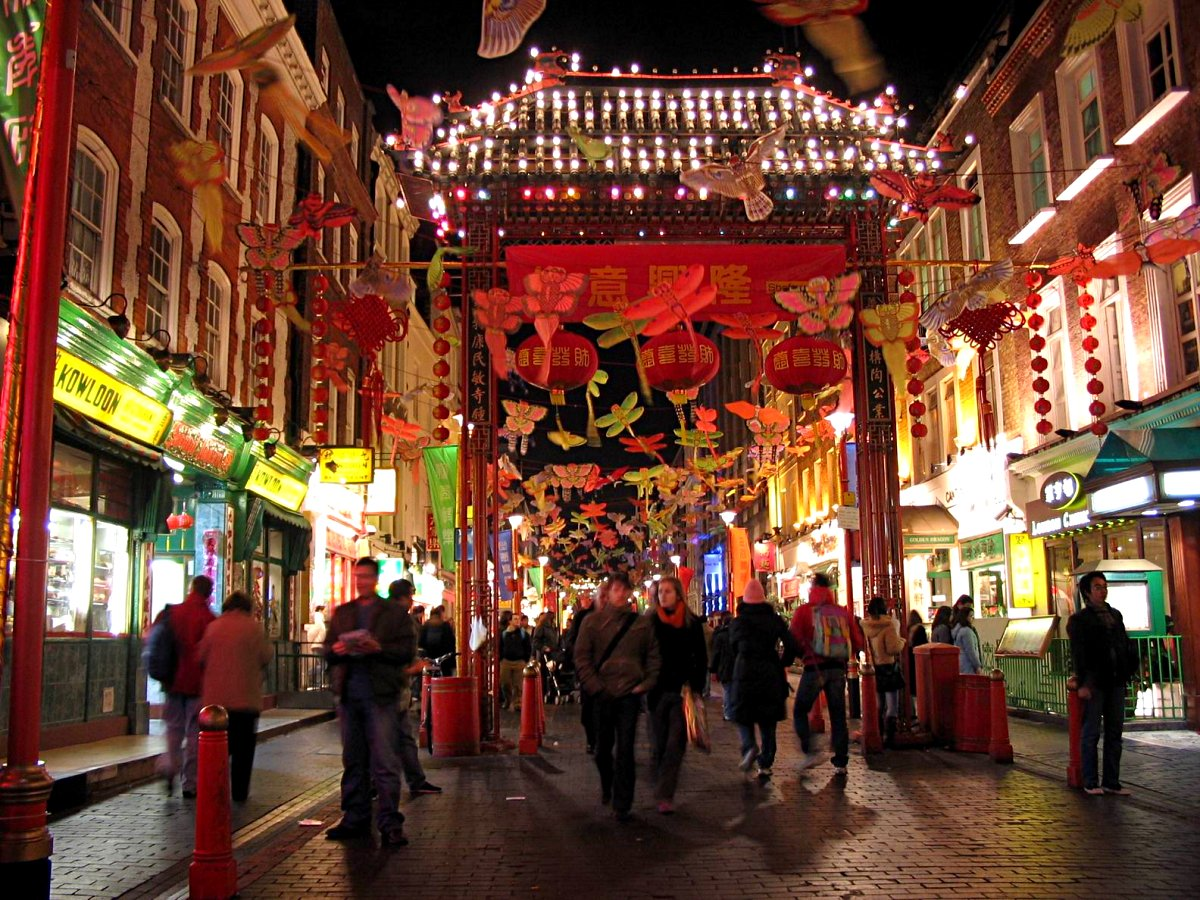
زخارف للسنة الصينية الجديدة في تشايناتاون (لندن)

بدأت الصين تستخدم التقويم الشمسي منذ عام 1912. وخلال ثلاثة آلاف سنة سبقت ذلك كان الصينيون يستخدمون التقويم القمري فقط.كانت الصين القديمة تعتمد علي الإنتاج الزراعي. وكان التقويم يستهدف إرشاد الإنتاج الزراعي. ومن خلال عمليات المراقبة والرصد الفلكي توصل القدماء الصينيون إلى إبداع خريطة فلكية تحدد 24موقعا على مدار الكرة الأرضية حول الشمس. كل موقع يمثل مؤقتا مناخيا، وهذه المواقع معروفة بين الصينيين بـ 24جهتشى (يعنى التغيرات المناخية)، منها مثلا «ليتشون» الذي يعنى وصول موسم الربيع؛ و«جينغتشه» الذي يصبح فيه الجو دافئا تدريجيا، مع نزول الأمطار الرعدية، وتفيق الحيوانات من السبات الشتوي؛ و«قويوى» الذي يعبر عن موسم البذور وما إلى ذلك. يضم التقويم القمري الصيني مثل التقويم الشمسي 12 شهرا، وفي كل شهر اثنان من جهتشى. وهذه الـ24 جهتشى هي المواقيت التي كانت ترشد الإنتاج الزراعي.والأعياد الشعبية في المجتمع الصيني ذات علاقة بهذه الـ24 جهتشى. من ذلك مثلا: «تشونجه» - عيد الربيع - أهم الأعياد الصينية. في عهد أسرة هان (عام 206 ق م- 220 م) كان تشونجه محددا بأول يوم لموسم الربيع، ثم أصبح في أول الشهر الأول من التقويم القمري الصيني، ويتراوح هذا اليوم بين الأيام السابقة على «ليتشون» أو بعدها. ولكن حسب التقويم الشمسي، فهذا اليوم يتراوح بين الأيام العشرة الأولى من فبراير. وفي العصور السحيقة كان تشونغجه معروفا باسمه الآخر«يواندان»(رأس السنة الجديدة). وعندما شرعت الصين استخدام التقويم الميلادي رسميا مع الانتهاء من ثورة 1911  أصبح «يواندان» يعنى فقط عيد رأس السنة الجديدة حسب التقويم الشمسي. يعتبر «تشونجه» و«يواندان» عيدين هامين في المجتمع الصيني، ولكن الصينيين يهتمون بالأول أكثر لماذا؟ يخيل إليهم أن الطبيعة تعطى كل ما تحتاجه البشرية والمخلوقات في حياتهم، وأن الربيع يعنى إحياء كل الكائنات وخلق الأحياء الجديدة، وبالنسبة للبشرية والطبيعة فهو نقطة انطلاق جديدة مفعمة بالآمال والحيوية، وبداية سنة جديدة.
الربيع موسم مفعم بالآمال
يقولون دائما إن الخطة السنوية لإتمام أي عمل يجب وضعها في موسم الربيع. لماذا؟ لان الربيع هو الموسم الذي تستهل به السنة الجديدة، وخاصة بالنسبة للإنتاج الزراعي في الصين حيث أن الربيع هو موسم البذور. فيعلق الناس آمالهم على تحقيق الحصاد الوافر، والسلامة، والسعادة، والنجاح.. بالسنة الجديدة. وخلال أيام عيد الربيع تقام نشاطات احتفالية وترفيهية في شتى أنحاء الصين. عيد الربيع هو عيد يجدد فيه كل ما هو قديم. وفي الماضي كان الناس يعتبرون عيد الربيع ممرا يعبرونه سنويا أملين في ذهاب السنة الماضية بكل ما هو محزن.في المجتمع البائد كانـت أيام ما قبل عيد الربيع مواعيد استيفاء الديون وإيجارات الأراضي، يهرب الفقراء خلالها من بيوتهم ولا يعودون إلا في اليوم الأول لعيد الربيع. لماذا؟ لأن الصينيين يخيل إليهم أنه يجب أن تفعم أيام عيد الربيع بالبركات والسعادة، وإذا حدث خلالها ما يزعج، فسيولي  حسن الحظ بعيدا عن أولياء الأمور في السنة الجديدة كلها، أجل، لا أحد يبعد عما يرغب فيه، الأمر الذي يعطى للمدين اطمئنانا يستمر معه فترة زمنية أو حتى سنة كاملة. أما بالنسبة للعاملين في المتاجر أو المعامل، ومن يقدمون خدماتهم في بيوت الأغنياء في الماضي، فكان عيد الربيع يوما يصعد بهم إلى أوج فرحتهم لماذا؟ لأن هذا اليوم موعد توزيع الأجور عليهم، والإجازة السنوية لهم، حيث يشترون سلع العيد ويزورون أهاليهم في بيوتهم.

## النشاطات احتفالية في رأس السنة الصينية
إن عيد رأس السنة أهم الأعياد التقليدية الصينية، فتستغرق النشاطات الاحتفالية بما فيها الاستعدادات للعيد أكثر من شهر، وكان الصينيون في العصور الغابرة يرون أن عيد الربيع «شهر عسل» يمضونه في كل سنة.
يبدأ الصينيون عادة الأعمال الاستعدادية احتفالا بعيد الربيع مع دخول الشهر الثاني عشر للتقويم القمري. وتحتوى السلع العيدية على الملابس والأحذية والألعاب النارية والمفرقعات والشرائط الورقية المنقوشة بالأشعار ولوحات رأس السنة الجديدة وصور الآلهة والشموع والفواكه المجففة ولحوم الدواجن والبهائم وغيرها. ومنهم من يحضرون بأنفسهم مختلف الأطعمة مثل اللحوم المتبلة وفطائر الدقيق وطعام جاوتسى.. ومن المعتاد أن يتوقف طبخ الطعام الجديد (باستثناء جاوتسى) لتناول الطعام السابق الإعداد خلال عدة أيام تلي عيد الربيع. في أرياف مناطق الشمال المتجمدة، توضع المأكولات في الأوعية خارج بيوتهم، لتدوم مدة استهلاكها ما بين عشرة وخمسة عشر يوما.
يصادف عيد لابا اليوم الثامن من الشهر الثاني عشر القمري (لا - تعنى الشهر الثاني عشر؛ با- تعني اليوم الثامن). في هذا اليوم يتناول الصينيون عادة حساء لابا من خليط تبلغ مكوناته ثمانية أنواع على الأقل، منها الأرز والبلح الأحمر والفول ولب الثمار وغيرها. وتناول حساء لابا يعبر عن الحصاد الوافر وكفاية الملبس والمأكل. وإلى جانب حساء لابا هناك أطعمة تعد في يوم عيد لابا خصيصا لمائدة عيد الربيع، ومنها اللحم المتبل، وثوم لابا المخلل.
ثمة أسطورة صينية تحكى أن الآلهة تغادر الدنيا خلال الشهر الثاني عشر إلى رب السماء، وإلى رب الجحيم لإخبارها عما يفعله الإنسان من أعمال الخير والشر. فيسارع الناس إلى تنظيف بيوتهم، وإلصاق المقصوصات الورقية على النوافذ، والشرائح الورقية المنقوشة بالأشعار على أعتاب الأبواب.. وذلك يبدأ من اليوم الثامن في الشهر الثاني عشر القمري، لماذا؟ يقال إن  أعمالهم لا تمس كرامة الآلهة خلال فترة غيابها هذه. والواقع أن الشهر الثاني عشر يمر بمرحلة ليس فيها أي عمل زراعي مما يتيح فرصة تنظيف بيوتهم وإيجاد بيئة مفعمة بجو العيد.
ومن النشاطات الرئيسية التي  تقام قبل عيد رأس السنة الصينية
عيد تقديم القرابين لإله تساو (موقد الطبخ) في اليوم الثالث والعشرين من الشهر الثاني عشر القمري، وهذا العيد يسمي بـ«عيد الربيع الصغير». إله تساو (موقد الطبخ)- يقال إنه يعود في يوم 23 من الشهر الثاني عشر القمري الصيني من البيت الذي يقيم فيه إلى البلاط الإمبراطوري في السماء ليخبر الإمبراطور يوى هوان بما حدث لكل أفراد البيت، هكذا اعتبر هذا الإله رب البيت. فتقدم كل الأسرة القرابين له في هذا اليوم أملا في أن يثنى عليهم أمام الإمبراطور السماوي؛ ويواصل الدفاع عن سلامة البيت بعد عودته من السماء.
عيد استقبال الإمبراطور السماوي يوى هوان في اليوم الخامس والعشرين من نفس الشهر. فقد وردت في الأسطورة الشعبية الصينية حكاية تقول إن الإمبراطور السماوي يوى هوان هو زعيم جميع الآلهة، وفي يوم 25 من الشهر الثاني عشر من كل سنة ينزل بمرافقة الآلهة الآخرين إلى الدنيا البشرية للقيام بجولة تفقدية عندها، هنا تقام مراسم فاخرة لاستقباله مع تقديم القرابين له، والقرابين عبارة عن حساء الفول الأحمر.
محتويات عيد رأس السنة الصينية
يوم نهاية الشهر الثاني عشر القمري ويعرف بين الصينيين بـ«تشوشى» أو«سانشى»، وهذا اليوم حتى اليوم الخامس من الشهر الذي يليه يدخل عيد الربيع أوج النشاطات الاحتفالية. «تشوشى» هو يوم التقاء أفراد الأسرة، وفيه تقام نشاطات احتفالية تشمل: الوليمة العائلية التي يحضرها جميع أفراد الأسرة، وإذا كان بينهم غائب، فيجب أن يجهز له مقعد وأدوات أكل تعبيرا عن وجوده بين أفراد العائلة. وتفرش المائدة بأطيب المأكولات. والسمك طبق لا غنى عنه في مثل هذه مائدة الوليمة، ذلك أن نطق السمك بالصينية - «يوي» يشبه نطق كلمة«يويوى» التي تعنى الفيض.
ليلة «تشوشى»- يسميها الصينيون «شوسوى». وفي هذه الليلة تقيم كل الأسر«سهرات»، وحينئذ يضاء البيت كله بالمصابيح أو الشموع من داخله إلى الفناء، وتظل معلقة حتى منتصف الشهر القمري، وتأخذ دائماً اللون الأحمر الذي يرمز إلى الحماسة والقوة والحيوية، مع أداء رقصات تقليدية شهيرة كرقصة الأسد والتنين. ويتجاذب أفراد الأسرة أطراف الحديث، وهم يتناولون المأكولات الخفيفة أوالفواكه أو يشربون الشاى أو يلعبون.. أما الأطفال الذين يحملون معهم الفوانيس الملونة فيترددون بين الفناء  والشوارع. وعندما يدق الجرس في تمام الساعة الثانية العشرة ليلا تدوي أصوات المفرقعات  مع الألعاب النارية الباهرة تعبيرا عن قدوم السنة الجديدة.و وتتضمن احتفالات السنة القمرية الجديدة أحداثاً مهمة مثل الألعاب النارية لتخويف الوحش الذي هو عبارة عن نصفين أحدهما التنين الأسطوري والنصف الآخر الوحش «نيان» الذي يخرج من مخبأه خلال السنة الجديدة.هذا بالإضافة إلى المسيرات ومهرجانات المصابيح الصينية ورقصات التنين.
في صباح يوم رأس السنة الجديدة، يقيم أفراد الأسرة بقيادة رب البيت مراسم تقديم القرابين للآلهة وأسلافهم، ثم يقوم صغار الأسرة أمام كبارها، تعبيرا عن احترامهم لهم، أما الكبار فيردون عليهم بإهدائهم ظروفا بها نقود مع نصائح مشجعة لهم. ثم تبدأ الزيارات المتبادلة بين الأقارب والأصدقاء. كما ورد في تاريخ أسرة مينغ (بين عامي 1368 و1644): في أيام عيد الربيع كان الناس، سواء الموظفون الرسميون منهم أو عامة الجماهير يتبادلون الزيارات والتحيات كلما التقوا حتى ولو في الطريق..". وحسب العادات التقليدية هناك أمران في ثاني أيام عيد الربيع: أولهما- عودة العروس إلى بيت أهلها لزيارتهم. والآخر- استقبال إله المال. ويقال إن ثالث أيام العيد هو موعد زواج الفأر، فلا يسمح بالإضاءة في ليلة هذا اليوم، وينثر الأرز والملح تهنئة له. ورابع أيام العيد هو موعد استقبال الآلهة. تقام مراسم الاستقبال التي تشمل تقديم القرابين وإشعال البخور بعد الظهر. أما خامس أيام العيد، فبدءا منه تعود الأمور المحظورة خلال أيام عيد الربيع إلى مجراها الطبيعي ومنها مثلا: خروج المرأة من بيتها؛ واستئناف الطبخ؛ وحمل الفضلات إلى خارج البيت؛ وفتح المتاجر من جديد وغيرها.
عيد يوانشياو
يصادف عيد يوانشياو اليوم الذي يسبق أو يلي اليوم الخامس عشر من الشهر الأول، وهو عيد هام آخر يلاحق عيد الربيع، وتشمل الاحتفالات الرئيسية التي تقام فيه مهرجان الفوانيس، وتناول طعام يوانشياو (من أنواع المأكولات الخفيفة التقليدية). هناك كتاب<< سجلات يوانشو>> المنشور في عام وانلي الحادى والعشرين (عام 1593) في أسرة مينغ، وجاء فيه: كان في بكين سوق دورية للفوانيس بشارع  يباى، تدوم ثلاثة أيام من 14 إلى 16 كل سنة، حيث كانت زاخرة بالفوانيس المتعددة الأنواع والأسعار، ولكل نوع منها اسم خاص، وبعضها مصنوع من الحرير المطرز أو مزركش بالأسلاك الذهبية أو اللآلئ.. وكان المتفرجون يتزاحمون على رؤيتها. ومع حلول عهد أسرة مينغ توسعت احتفالات عيد يوانشياو من مجرد مهرجان الفوانيس إلى معرض ضخم لتجارة السلع المختلفة الأنواع. وخلال المعرض تقام نشاطات صلاة شعبية تجرى في مساء يوم 16 تشمل عرض الألعاب النارية، و«عبور الجسر ولمس المسامير الحديدية». والأخير يعني عبور النساء زرافة تلو زرافة للجسور بقيادة واحدة منهن تحمل بيدها باقة من أعواد البخور المشتعلة رمزا لتفادى الأضرار؛ وعبورهن لبوابات الأسوار للمس مسامير مصارعها يأتي تعبيرا عن تحقيق رغبات السعادة وإنجاب الأطفال.
التغيرات التي طرأت على الأسلوب الاحتفالي

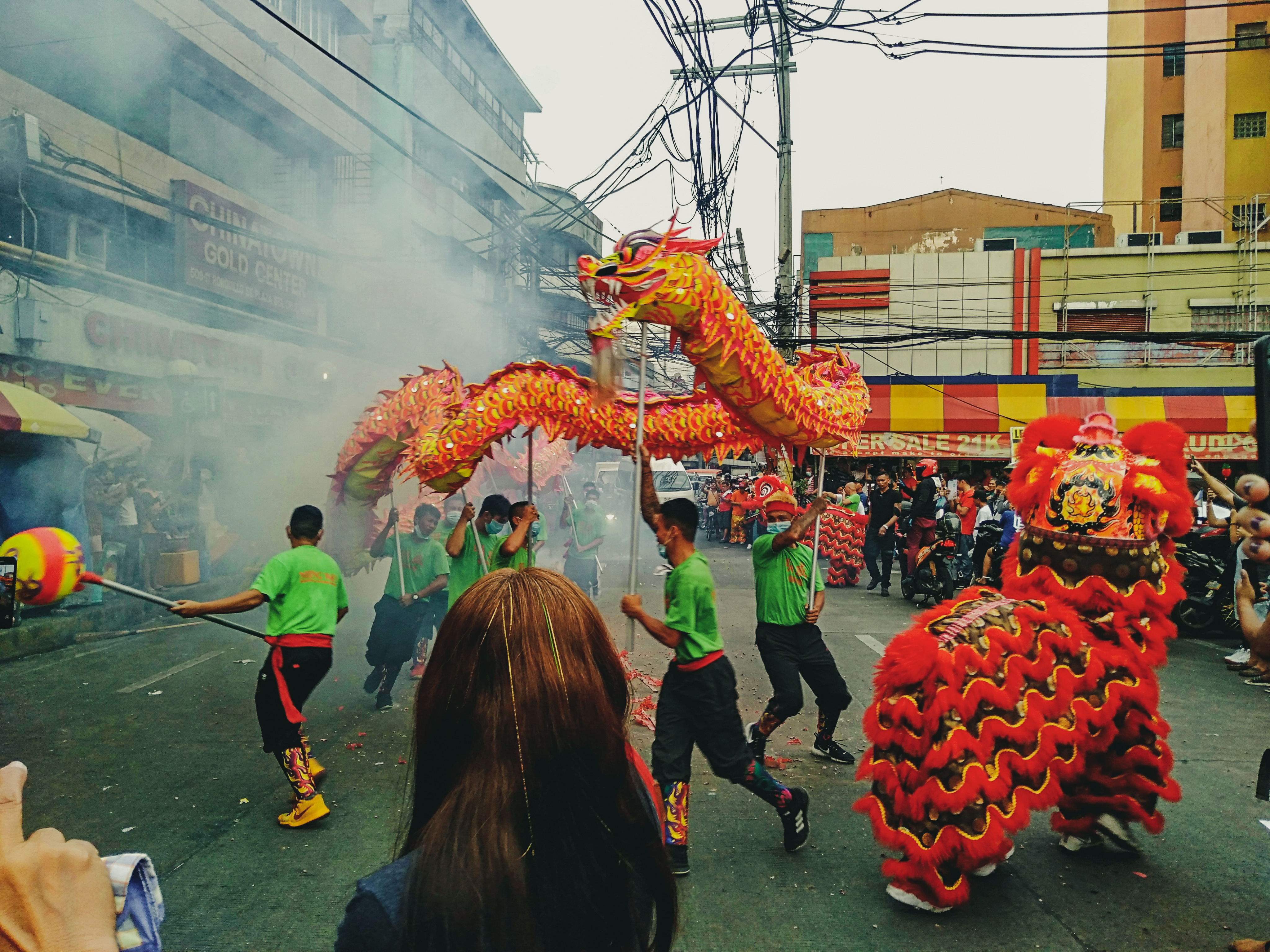
الاحتفالات برأس السنة الصينية في مانيلا

يمكن القول إن احتفالات عيد الربيع تمثل الثقافة الصينية التقليدية التي دامت آلاف السنين. ولكن مع مجيء العصر الجديد أصبح أسلوب الاحتفال التقليدي لا يتلاءم مع إيقاعات الحياة الاجتماعية المعاصرة. فلا يمكن إجراء احتفال عيد الربيع لمدة شهر واحد، ناهيك عن أن الإجازة الرسمية لعيد الربيع سبعة أيام فقط بما فيها يوما نهاية أسبوع.
وبرغم ذلك، فإن النشاطات الاحتفالية الرئيسية حاليا تأتى من المحتويات التقليدية، ومنها: لصق رسوم رأس السنة الجديدة، والشرائح الورقية المنقوشة بالأشعار، وإقامة الوليمة العائلية، وسهرة «شوسوى»، والزيارات المتبادلة، ومهرجان الفوانيس وغيرها.  ومع ذلك تلاشت بعض العادات التقليدية غير المناسبة لروح العصر الجديد، ورأينا في مهرجان الفوانيس منتجات ذات تكنولوجيا عالية وحديثة تضم فوانيس ملونة تعكس المحتويات المعاصرة، ونموذج ديناصور، وطبق طائر وغيرها.
في الماضي كانت بعض الأعمال الترفيهية من النشاطات الرئيسية في احتفالات عيد الربيع. ومنها: استقدام إله المال؛ والصلاة للسعادة؛  ولعبة إصابة أهداف النقود الذهبية جلبا لحسن الحظ وما شابه ذلك.
إن الألعاب النارية والمفرقعات بأصواتها المدوية ودخانها الكثيف يرمز لطرد الأشرار وتقوية جو العيد. ولكن اليوم، وحرصا على عدم حدوث الحرائق ووقوع إصابات ومنعا للتلوث، فقد أدرجت بعض المدن الكبيرة والمناطق الكثيفة السكان إشعال الألعاب النارية والمفرقعات ضمن الممنوعات. فهنا حلت أساليب بديلة من المفرقعات مثل تفجير البالونات الصغيرة والمفرقعات الألكترونية، ولكن عندما لم تحقق الإحساس المنشود أخذ بعض الناس يذهبون بسياراتهم إلى مناطق لإشعال المفرقعات حيث هي غير محظورة.
جياوتسى- الطعام الرئيسي في عيد الربيع
جياوتسى في الماضي هو الطعام التقليدي الذي يصنع يدويا في عيد الربيع، وبرغم أنه في الوقت الحاضر تحول إلى طعام مثلج مصنوع آليا بمختلف الأنواع، غير أن أفراد الأسرة الصينية يفضلون إعداد جياوتسى بأيديهم خلال أيام العيد تعبيرا عن التلاؤم والتضامن والتفاهم بين أفراد الأسرة.
وفي سوق الألعاب يميل الأطفال عن الألعاب التقليدية التي تشمل التماثيل الصلصالية وأقنعة الوجه والسيوف الخشبية إلى اللعب ذات التكنولوجيا العالية والحديثة؛ وكذلك يفضل المشاهدون البرامج التلفزيونية والسينمائية على المسرحيات التقليدية.
في الوقت الراهن يتمتع الصينيون والشباب خاصة بحياة تجمع بين الحضارات التقليدية والمعاصرة. في إجازة عيد الربيع التي تستمر سبعة أيام يفضلون إما السياحة داخل الصين أو خارجها أو القيام بجولة على شركة الإنترنت. وكبار السن منهم يرون أن قضاء عيد الربيع في الوقت الحاضر قد فقد ما كانوا يحسون  به في الماضي من الشوق للعيد، لماذا؟ لأن الصين الحالية قد دخلت مرحلة التطور الاقادي السريع، حيث تحولت أشياء لا يمكن التمتع بها إلا في أيام العيد منها الملابس الجديدة والمأكولات اللذيذة مثلا إلى مواد استهلاكية عادية، هذا وقد أصبح عيد الربيع من الأعياد التذكارية العادية. والآن تتجه الاحتفالات في عيد الربيع نحو النشاطات ذات المزايا الثقافية التقليدية التي تشمل رقصات التنين والأسد، والمسرحيات الشعبية، ومعرض الزهور، والعروض التمثيلية وغيرها. وإلى جانب ذلك، تأتي العديد من التقاليد والخرافات مع قدوم السنة الصينية الجديدة، والتي تهدف إلى جعل العام القادم مليء بالحظ والرخاء. وإليك لائحة بما يجب فعله وما لا يجب فعله بهذه الفترة:
ما يجب فعله: ـ
 ; تناول الزلابية

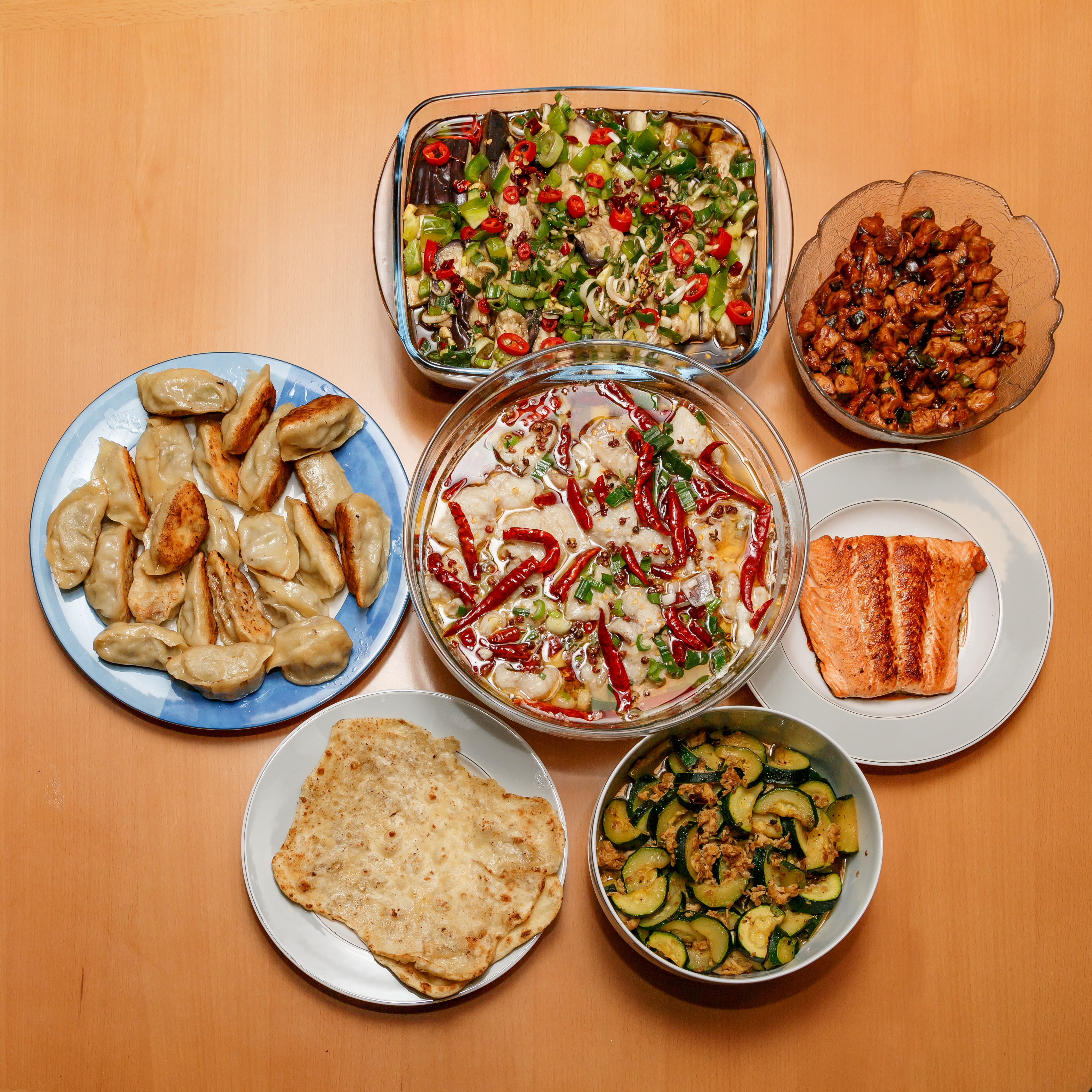
مجموعة متنوعة من الاطباق الصينية بمناسبة الاحتفال بالعام الصيني الجديد.

يُعد تناول أطباق الزلابية خلال فترة العطلات تقليد شائع في شمال الصين، وذلك لثلاث أسباب: ـ بسبب كونها شهية، إذ أن الكلمة المرادفة للزلابية في الصين هي «جياو زي» وهي تشبه الكلمة القديمة التي تعني استبدال القديم بالجديد، بالإضافة إلى أن شكل الزلابية المصنوعة على الطريقة الصينية يشبه قطع الذهب التي كانت تستخدم كنقود في العصور القديمة، لذلك يبدو طبق مليء بالزلابية مثل كومة كبيرة من الذهب، ويرمز ذلك إلى الثروة في العام القادم.

### تنظيف المنزل
يتأكد الصينيون من نظافة منازلهم قبل منتصف ليلة رأس السنة القمرية الجديدة، بهدف تخليص المنزل من أي حظ سيئ قد يتراكم خلال العام الماضي. ويهتمون كذلك بتسوية الديون قبل حلول العام الجديد، بما في ذلك فواتير بطاقة الائتمان، إذ يعتقد في أن بدء العام مع ديون قد يعني أنك سوف تنهيه بالديون كذلك.
ما لا يجب فعله: ـ

### لا يغسلون الشعر
يترك الصينيون شعرهم دون قص أو غسل في اليوم الأول من العام الجديد، إن أن الحرف الصيني لكلمة الشعر هو الحرف ذاته في كلمة الازدهار الصينية، ويعني ذلك أن غسل أو قص الشعر يعني أنك تقلل من ثروتك وأنك تقلل فرص تحقيقك للرخاء في العام القادم.

### لا يشترون الكتب
محبو القراءة من الصينيين يخزنون كتبهم ومجلاتهم قبل السنة الجديد؛ لأن شرائها خلال عيد الربيع الذي يستمر لمدة 15 يوماً، يجلب الحظ السيئ. ويعود السبب في ذلك إلى كون لفظ كلمة كتاب باللغة الصينية يشابه لفظ كملة خسارة، لذلك فإن شراء الكتب في هذه الفترة يعد بمثابة دعوة للحظ السيئ. إضافة غلى ذلك يتجنب الصينيون منح الكتب كهدايا لأي شخص، حتى لا يظن أنهم يتمنون الحظ السيئ للغير.

### لا تنظيف في أول يوم بالعام الجديد
إذا جرى تنظيم احتفال كبير بمناسبة العام الجديد، فإن تأجيل تنظيف المكان لما بعد منتصف الليل، يعني أنك ستضطر إلى الانتظار لليوم الثاني من السنة القمرية الجديدة، فلا يقوم الصينيون بأعمال التنظيف بتاتاً لعدم التخلص من الحظ الجيد الذي يأتي خلال منتصف الليل.

## رأس السنة الصينية في زمنالكورونا

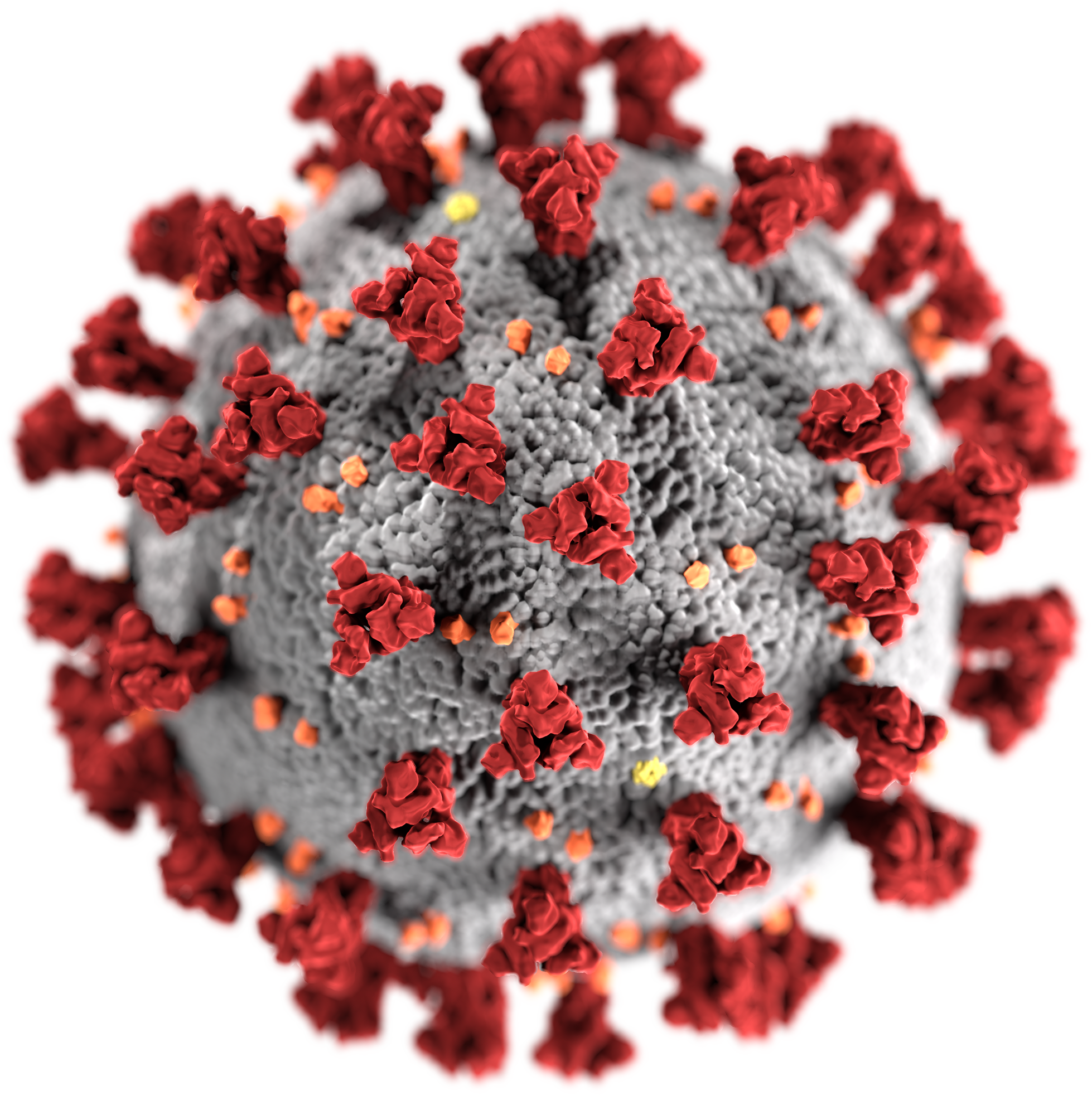
رسم توضيحي يبين البنية المورفولوجية لفيروس الكورونا. تم انشاء هذه الصورة من قبل مراكز السيطرة على الامراض و الوقاية منها

في يناير من عام 2020 أعلنت مدينة بكين إلغاء الاحتفالات الشعبية المرتقبة لمناسبة رأس السنة الصينية بسبب الوباء الفيروسي الذي أودى بحياة 17 شخصاً في الصين حتى تلك اللحظة. كذلك أعلنت السلطات الفرنسية في نفس الفترة تقريبا إلغاء الاحتفالات بسبب انتشار الفيروس الجديد. وعلى الرغم من اعلان بكين سيطرتها على الفيروس المستجد ومحاصرتها في اراضيها في الفترة اللاحقة الا ان القيود ظلت مستمرة في احتفالات سنة 2021. كما أثر الفيروس على اغلبية بلدان العالم وذهب على اثره الكثير من الضحايا.

## بداية السنة الصينية الجديدة
| تاريخ | الشهر     | الحيوان      |
| ----- | --------- | ------------ |
| 2000  | 5 فبراير  | التنين (龍)  |
| 2001  | 24 يناير  | الأفعى (蛇)  |
| 2002  | 12 فبراير | الحصان (馬)  |
| 2003  | 1 فبراير  | العنزة (羊)  |
| 2004  | 22 يناير  | القرد (猴)   |
| 2005  | 9 فبراير  | الديك (雞)   |
| 2006  | 29 يناير  | الكلب (狗)   |
| 2007  | 18 فبراير | الخنزير (猪) |
| 2008  | 7 فبراير  | الفأر (鼠)   |
| 2009  | 26 يناير  | الثور (牛)   |
| 2010  | 14 فبراير | النمر (虎)   |
| 2011  | 3 فبراير  | الأرنب (兔)  |
| 2012  | 23 يناير  | التنين (龍)  |
| 2013  | 10 فبراير | الأفعى (蛇)  |
| 2014  | 31 يناير  | الحصان (馬)  |
| 2015  | 19 فبراير | العنزة (羊)  |
| 2016  | 8 فبراير  | القرد (猴)   |
| 2017  | 28 يناير  | الديك (雞)   |
| 2018  | 16 فبراير | الكلب (狗)   |
| 2019  | 1 فبراير  | الخنزير (猪) |
| 2020  | 25 يناير  | الفأر (鼠)   |
| 2021  | 12 فبراير | الثور (牛)   |
| 2022  | 22 يناير  | النمر (虎)   |
| 2023  | 22 يناير  | الأرنب (兔)  |
| 2024  | 10 فبراير | التنين (龍)  |